# عرش العنقاء
عرش العنقاء هو عرش ملوك مملكة جوسون في كوريا، ويشير المصطلح أيضاً إلى رأس الدولة في جوسون (1392 ~ 1897) والإمبراطورية الكورية (1897 ~ 1910).